# Sing for Absolution
Sing for Absolution is de vierde single van het vierde album Absolution van de Britse rockband Muse. De drie singles die speciaal in de Benelux zijn uitgebracht, zijn ook verkrijgbaar als een driedelige box. Een akoestische versie van het nummer is te vinden als B-kant op de single van Butterflies and Hurricanes.
Volgens de drummer van de band, Dominic Howard, gaat het nummer over het vinden van absolutie door het zingen en schrijven van muziek.

## Videoclip
De videoclip is gemaakt door Ark VFX, een bedrijf uit Sheffield. De video wordt beschreven als een 'kleine sci-fi rampenfilm' en bevat de drie bandleden die reizen van een bewoonbare planeet naar een Apocalyps-planeet. De video duurt 4:57 minuten en is aanwezig op de dvd, de tweede cd/dvd voor de Benelux en de Australische cd/dvd.

## Tracklist
Alle teksten zijn geschreven door Matthew Bellamy. 
| 1.                 | Sing for Absolution (full length US remix)                    | 5:01 |
| 2.                 | Fury (eerder uitgebracht op de Japanse versie van Absolution) | 4:59 |
| Totale duur: 10:00 |                                                               |      |

| 1.                 | Sing for Absolution (radioversie) | 3:44 |
| 2.                 | Bliss (live in Ahoy)              | 4:05 |
| 3.                 | Sunburn (live in Ahoy)            | 4:08 |
| 4.                 | Feeling Good (live in Ahoy)       | 3:31 |
| Totale duur: 15:28 |                                   |      |

| 1.                 | Sing for Absolution (single-versie) | 4:54 |
| 2.                 | Time Is Running Out (videoclip)     | 3:56 |
| 3.                 | Hysteria (videoclip)                | 3:47 |
| 4.                 | Sing for Absolution (videoclip)     | 4:57 |
| Totale duur: 17:34 |                                     |      |

| 1.                 | Sing for Absolution (live tijdens Pinkpop) | 4:50 |
| 2.                 | Time Is Running Out (live tijdens Pinkpop) | 4:15 |
| 3.                 | Ruled by Secrecy (live tijdens Pinkpop)    | 4:52 |
| 4.                 | The Small Print (live tijdens Pinkpop)     | 3:47 |
| Totale duur: 17:34 |                                            |      |

| Nr. | Titel                                                               | Duur |
| --- | ------------------------------------------------------------------- | ---- |
| 1.  | Sing for Absolution (videoclip)                                     | 4:57 |
| 2.  | Sing for Absolution                                                 | 4:54 |
| 3.  | Sing for Absolution (achter-de-schermendocumentaire over videoclip) |      |
| 4.  | Big Day Off (video)                                                 |      |
| 5.  | Fotogalerij van de band                                             |      |

## NPO Radio 2 Top 2000
| Nummer met noteringen in de NPO Radio 2 Top 2000 | '16  | '17  | '18  | '19  | '20  | '21  | '22  | '23  |
| ------------------------------------------------ | ---- | ---- | ---- | ---- | ---- | ---- | ---- | ---- |
| Sing for Absolution                              | 1435 | 1512 | 1515 | 1572 | 1891 | 1930 | 1873 | 1911 |

1. ↑  Een vetgedrukt getal geeft de hoogste notering aan.
2. ↑  2016 was het eerste jaar met een notering voor dit nummer.
3. ↑  Deze tabel is bijgewerkt tot en met de laatste editie (2024).

## In andere media
- Het nummer werd gebruikt voor een reclame van Nickelodeon.[5]